# Korejské skautské sdružení
Korejské skautské sdružení je národní skautské sdružení Jižní Koreje. Skauting byl založen v Koreji v roce 1922, kdy byla obsazena Japonskem, a v roce 1924 vyslala zástupce na první skautskou soutěž na Dálném východě v Pekingu. Nicméně poté bylo sdružení zakázáno okupačními úřady od roku 1937 do 15. srpna 1945. Před začátkem korejské války v roce 1950 bylo sdružení zastoupeno ve všech oblastech na korejském poloostrově. Uznání od WOSM přišlo v roce 1953. V roce 2011 mělo sdružení 201 455 registrovaných skautů
Doktor Kim Yong-woo, první Tygří skaut a bývalý ministr národní obrany získal v roce 1975 od světového skautského výboru Cenu Bronzového vlka.